# Borgen Raabs an der Thaya

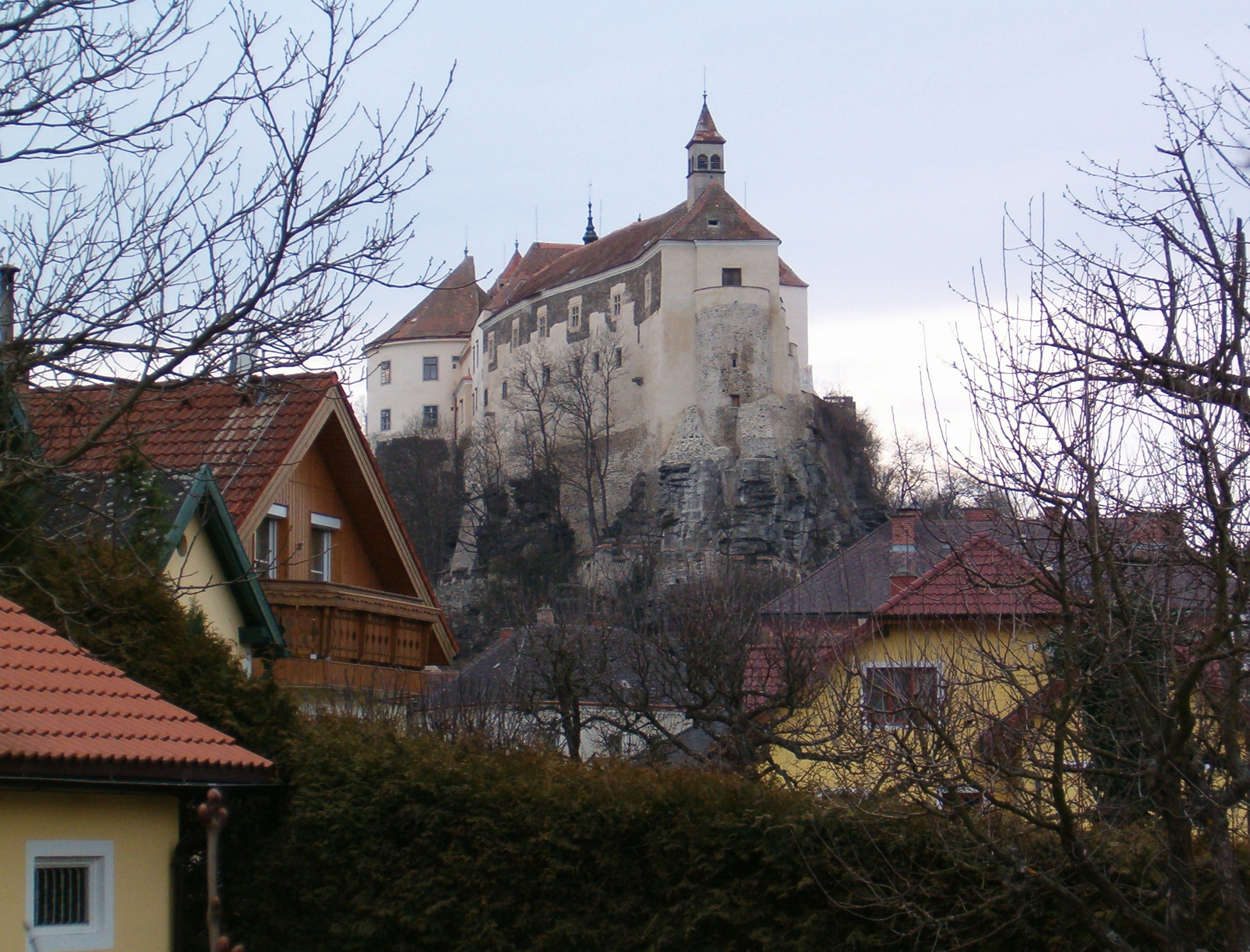
Borgen Raabs.

Borgen Raabs an der Thaya är en medeltida borg på en klippa högt över den österrikiska staden Raabs an der Thaya. 

## Historia
Borgen omnämndes för första gången kring år 1100, men under arkeologiska utgrävningar hittades murar som kan dateras tillbaka till 1000. Den ingick i ett fästningsbälte vid den böhmiska gränsen. Under 1100-talet byggdes borgen ut till stamsäte för grevarna av Raabs som sedermera även var borggrevar av Nürnberg. Deras tjeckiska namn Rakouz lever vidare i Österrikes benämning på tjeckiska: Rakousko. Kring år 1200 såldes borgen tillsammans med markegendomen till huset Babenberg. Därefter bytte borgen ägare flera gånger innan den 1358 hamnade hos ätten Puchheim som ägde borgen fram till 1701. 
På 1300- och 1400-talen byggdes befästningarna ut i sengotisk stil och under 1500- och 1600-talen fick borgen sitt nuvarande mera slottsliknande utseende. Under den här tiden var borgen med i en del krigshandlingar (som bondeuppror, adelsuppror, trettioåriga kriget m m) liksom hela regionen.
Efter 1701 ägdes borgen av olika familjer. Efter första världskriget började nedgången. I en konkurs 1934 såldes hela inventariet. Först när borgen köptes av en schweizisk företagare 1971 började man med renoveringsarbeten.

## Byggnader
Borgen som är belägen på en klippa över floden Thaya har en oregelbunden grundritning anpassad till de naturliga förhållandena. Den är tillgänglig bara från en sida som skyddas av en stor renässansport och en förborg. På vägen från förborgen till högborgen passerar man ett dike med en barock stenbro, förplatsen med ytterligare en port som bevakas av ett torn, en till bro och tornerplatsen innan man kommer fram till den inre porten. 
Huvudborgens första borggård är den ombyggda medeltida förborgen. Även den är i renässansstil. Genom en barock port kommer man till den andra borggården. Där finns borgens äldsta delar, bland annat fästningen från 1100-talet, de sengotiska tillbyggnaderna och det ursprungligen romanska borgkapellet. Men även den här delen byggdes om under renässanstiden.

## Borgen idag
Borgen är i privat ägo, men kan besökas efter överenskommelse med ägaren. I borgen arrangeras olika kulturella evenemang som konserter och utställningar. Vissa salar kan hyras för fester och andra tillställningar.